# Unitariański Kościół Siedmiogrodu
Unitariański Kościół Siedmiogrodu (węg. Erdélyi Unitárius Egyház, ang. The Unitarian Church of Transylvania) – jeden z Kościołów protestanckich w Rumunii, zrzeszający ok. 80 000 wiernych pochodzenia węgierskiego, głównie rolników i mieszkańców miast (co sprawia, że Siedmiogród jest największym skupiskiem unitarian w Europie i drugim na świecie). Należy do ICUU (Międzynarodowej Rady Unitarian i Uniwersalistów).

## Historia
Myśl unitariańską w Siedmiogrodzie zapoczątkował Ferenc Dávid, kalwiński pastor, od 1555 roku biskup Siedmiogrodu, a od 1564 kaznodzieja księcia Jana Zygmunta Zápolyi. Pod wpływem lektury Biblii Dávid zwątpił w dogmat o Trójcy Świętej. Za jego sprawą w 1566 roku synod Kościoła kalwińskiego uznał Skład Apostolski za jedyne wyznanie wiary.
Unitarianizm mógł się swobodnie rozwijać dzięki wprowadzonej podczas siedmiogrodzkiego sejmu w 1568 roku tolerancji religijnej. Ponieważ nurt ten cieszył się poparciem księcia czynił znaczne postępy i był na dobrej drodze, by zastąpić kalwinizm. Koniec dynamicznego rozwoju unitarianizmu nastąpił po śmierci Jana Zápolyi w 1571 roku gdy unitarianie mieli już 400 parafii. Wtedy to władzę w Siedmiogrodzie przejął Stefan Batory, późniejszy król Polski, zagorzały katolik. Odebrał on unitarianom przywileje, lecz ich nie prześladował. Stanowczo zakazał jednak innowacji religijnych.
W 1576 roku Ferenc Dávid został wybrany biskupem unitarian. Wtedy też podważył sens modlitw do Jezusa. Jego przeciwnicy uznali to za wprowadzanie „innowacji religijnych” i w 1579 roku doprowadzili do skazania go na dożywotnie więzienie, gdzie zmarł jeszcze w tym samym roku. Synod Kościoła unitariańskiego został zmuszony do uznania boskości Chrystusa.
Szykany wobec unitarian zaczęły w XVII wieku, gdy władzę w kraju objęli kalwini. Unitarian podejrzewano o powiązania z sabbatarianami, którzy głosili powrót do zasad judaizmu i odrzucali Nowy Testament, i na tej podstawie żądano delegalizacji wyznania. Ostatecznie unitarianizm pozostał dozwolony, ale Kościołowi nakazywano wzywanie Jezusa w modlitwach i chrzest „w imię Ojca i Syna i Ducha Świętego”. Unitarianom zakazywano też publikacji, odbierano kościoły, a ostatecznie odebrano im miejsca w sejmie.
W 1692 roku władzę objęli Habsburgowie. Choć obiecywali respektować wolność wyznania to wspierali katolicyzm. Unitarianom odbierano szkoły i kościoły, tak, że do końca XVIII wieku, gdy zagwarantowano tolerancję, dotrwało zaledwie 32 tysiące unitarian, zwłaszcza wśród chłopów i drobnomieszczaństwa.
XIX wiek to okres odradzania się unitarianizmu. Ważną rolę odegrała tu pomoc finansowa unitarian z Wielkiej Brytanii i Stanów Zjednoczonych. Kościół zdobywał wiernych nie tylko w Siedmiogrodzie, ale także na pozostałym obszarze Węgier, dzięki czemu w 1876 roku założono pierwszą parafię w Budapeszcie.
Trudne dla unitarianizmu okazało się oddzielenie Siedmiogrodu od Węgier. W 1949 roku Kościół musiał podzielić się na Kościół Unitariański na Węgrzech i Unitariański Kościół Siedmiogrodu. Władze komunistyczne prześladowały mniejszość węgierską w Rumunii, a więc i unitarian, a pewne napięcia pozostały do dziś.

## Doktryna Kościoła Unitariańskiego na Węgrzech
Unitarianie wierzą w:
- Jednego Boga pojmowanego osobowo jako istotę duchowa, stworzyciela świata.
- To, ze ludzie są dziećmi Bożymi, a Bóg obdarzył ich rozumem i wolną wolą.
- Miłość Boga do każdego człowieka.
- W posłannictwo Jezusa jako ukochanego syna Bożego i znaczenie jego nauk.
- W to, że Biblia jest natchniona przez Boga i zawiera jego nauki, ale jest spisana przez ludzi więc może być omylna. Kościół pojmuję Biblię jako wskazówki dotyczące religii, nie uważa jej za nieomylne źródło historyczne czy przyrodnicze.
- W życie wieczne, przy czym unitarianie nie uważają, że tylko jedna religia prowadzi do zbawienia.
- Duch Święty to działalność Boga wśród ludzi.

Nie uznają natomiast boskości Chrystusa i Trójcy Świętej.
Kościół uznaje dwa sakramenty:
- Chrzest – udzielany niemowlętom
- Wieczerzę Pańska – odprawianą cztery razy do roku jako pamiątkę śmierci Chrystusa

Poza tym odprawia takie ceremonia jak:
- Ślub
- Pogrzeb
- Konfirmacja – odpowiednik bierzmowania

Główne święta to:
- Boże Narodzenie
- Wielkanoc
- Zesłanie Ducha Świętego
- Dożynki – urządzane w ostatnią niedzielę września jako dziękczynienie Bogu za zbiory.

Podczas tych świąt odprawia się Wieczerzę Pańską.

## Administracja Kościoła
Zarząd i administracja Kościoła wygląda podobnie jak w węgierskim odpowiedniku. Kościół dzieli się na 125 parafii gdzie urzędują duchowni i 50 wspólnot (filiałów), zrzeszonych w 5 dystryktów. Siedziba znajduje się Kolozsvár.

## Duchowieństwo
W Kościele służbę pełni 142 pastorów, mężczyzn i kobiet. Dodatkowo 31 kandydatów przyjmuje naukę w seminarium w Kolozsvár.

## Współpraca zagraniczna
Każda rumuńska parafia współpracuje z jedną amerykańską. Amerykańscy unitarianie wspomagają siedmiogrodzki Kościół finansowo.